# Danh sách loài của chi Phong
Có trên 160 loài thuộc chi Phong. Các loài có tán lá thường xanh được đánh dấu #. Các loài và đoạn đã tuyệt chủng được đánh dấu †.

## Loài A-Z
Danh sách loài dưới đây được xếp theo thứ tự bảng chữ cái, tính đến tháng 9 năm 2015, theo The Plant List, được duy trì bởi Vườn thực vật hoàng gia Kew tại Luân Đôn.

### Loài A
- Acer acuminatum Wall. ex D.Don
- †Acer alaskense Wolfe &  Tanai[2]
- Acer amamiense Yamazaki
- Acer amplum Rehder
- Acer argutum
- †Acer ashwilli Wolfe & Tanai[2]

### Loài B
- Acer barbinerve
- †Acer beckianum Prakash & Barghoorn, 1961
- Acer brachystephyanum
- †Acer browni Wolfe & Tanai[2]
- Acer buergerianum

### Loài C
- Acer caesium
- Acer calcaratum
- Acer caloneurum
- Acer campbellii
- Acer campestre
- Acer capillipes
- Acer cappadocicum
- Acer carpinifolium
- †Acer castorrivularis Wolfe & Tanai[2]
- Acer caudatifolium
- Acer caudatum
- Acer ceriferum
- †Acer chaneyi Knowlton[2]
- Acer chapaense
- Acer chiangdaoense
- Acer cinerascentiforme
- Acer circinatum
- Acer cissifolium
- †Acer clarnoense Wolfe & Tanai[2]
- Acer confertifolium
- Acer cordatum
- Acer coriaceifolium
- Acer crassum
- Acer crataegifolium

### Loài D
- Acer davidii
- †Acer dettermani Wolfe & Tanai[2]
- Acer diabolicum
- Acer discolor
- Acer distylum
- †Acer douglasense Wolfe & Tanai[2]
- Acer duplicatoserratum

### Loài E
- Acer elegantulum
- Acer emeiense
- †Acer eonegundo Wolfe & Tanai[2]
- Acer erianthum
- Acer erythranthum
- Acer eucalyptoides
- †Acer ezoanum[2]

### Loài F-J
- Acer fabri
- Acer fengii
- Acer fenzelianum
- Acer foveolatum
- †Acer ferrignoi Wolfe & Tanai[2]
- Acer forrestii
- Acer garrettii
- Acer ginnala
- Acer glabrum
- Acer gracilifolium
- Acer granatense
- Acer griseum
- Acer guanense
- Acer guizhouense
- Acer hainanense
- Acer heldreichii
- Acer henryi
- †Acer hillsi Wolfe & Tanai[2]
- Acer huangpingense
- Acer hyrcanum
- †Acer ivanofense Wolfe & Tanai[2]
- Acer japonicum
- Acer jingdongense

### Loài K-O
- †Acer kenaicum Wolfe & Tanai[2]
- Acer laevigatum
- Acer laisuense
- Acer lanpingense
- †Acer latahense Wolfe & Tanai[2]
- Acer laurinum
- Acer lauyuense
- Acer laxiflorum
- Acer legonsanicum
- Acer leipoense
- Acer leptophyllum
- Acer leucoderme
- Acer lichuanense
- †Acer lincolnense Wolfe & Tanai[2]
- Acer linganense
- Acer lobelii
- Acer longipedicellatum
- Acer longipes
- Acer lucidum
- Acer macrophyllum
- Acer mairei
- Acer mandshuricum
- Acer mapienense
- Acer maximowiczianum
- Acer maximowiczii
- Acer mazandaranicum
- Acer medogense
- Acer metcalfii
- Acer miaoshanicum
- Acer micranthum
- Acer mirabile
- Acer miyabei
- Acer monspessulanum
- Acer morifolium
- Acer nayongense
- Acer negundo
- Acer nigrum Acer saccharum subsp. nigrum(?)
- Acer nipponicum Hara
- Acer oblongum
- Acer obtusifolium
- Acer okamotoi
- Acer oligocarpum
- Acer olivaceum
- Acer oliverianum
- Acer opalus

### Loài P
- †Acer palaeorufinerve Tanai & Onoe[2]
- Acer palmatum
- Acer pauciflorum
- Acer paxii
- Acer pectinatum
- Acer pehpeiense
- Acer pensylvanicum
- Acer pentaphyllum
- Acer pentapomicum
- Acer pictum
- Acer pilosum
- Acer platanoides
- Acer pluridens
- Acer poliophyllum
- Acer pseudoplatanus (sycamore)
- Acer pseudosieboldianum
- Acer pseudowilsonii
- Acer pubipalmatum
- Acer pycnanthum

### Loài R
- †Acer republicense Wolfe & Tanai[2]
- Acer robustum
- †Acer rousei Wolfe & Tanai[2]
- Acer rubescens
- Acer rubronervium
- Acer rubrum
- Acer rufinerve Siebold & Zuccarini

### Loài S
- Acer saccharinum Linnaeus
- Acer saccharum
- Acer salweenense
- Acer schneiderianum
- Acer sempervirens
- Acer shangszeense
- Acer shenkanense
- Acer shensiense
- Acer shihweii
- Acer shirasawanum
- Acer sichourense
- Acer sieboldianum
- Acer sikkimense
- Acer sino-oblongum
- Acer sinopurpurascens
- †Acer smileyi Wolfe & Tanai[2]
- Acer spicatum
- †Acer spitzi Wolfe & Tanai[2]
- Acer stachyophyllum
- Acer sterculiaceum
- †Acer stewarti Wolfe & Tanai[2]
- †Acer stonebergae Wolfe & Tanai[2]
- Acer sutchuenense
- Acer sycopseoides

### Loài T
- †Acer taggarti Wolfe & Tanai[2]
- Acer taipuense
- Acer tataricum
- †Acer taurocursum Wolfe & Tanai[2]
- Acer tegmentosum
- Acer tenellum
- Acer tibetense
- Acer tonkinense
- †Acer toradense Wolfe & Tanai[2]
- †Acer traini Wolfe & Tanai[2]
- Acer trialatum
- Acer tricaudatum
- Acer triflorum
- Acer truncatum
- Acer tschonoskii
- Acer turcomanicum
- Acer tutcheri

### Loài U-Z
- Acer undulatum
- Acer velutinum
- Acer wangchii
- Acer wardii
- †Acer washingtonense Wolfe & Tanai[2]
- †Acer whitebirdense (Ashlee) Wolfe & Tanai[2]
- Acer wuyishanicum
- Acer yangbiense
- Acer yaoshanicum
- Acer yinkunii
- Acer yui

## Loài phân theo đoạn và loạt

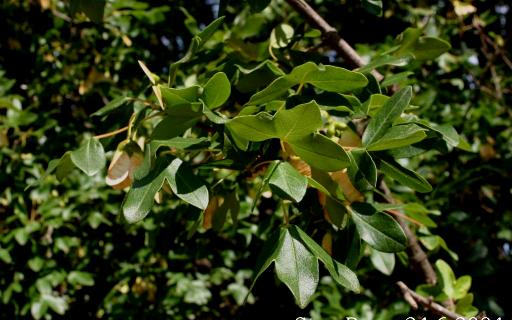
Acer monspessulanum

Theo: The Maple Society (E. Davis), 2021.

### ĐoạnAcer
- Series Acer
  - Acer caesium Wall. ex Brandis
  - Acer heldreichii Orph. ex Boiss.
  - Acer pseudoplatanus L.
  - Acer sosnowskyi Duloch
  - Acer velutinum Boiss.
  - Acer yangbiense Chen & Yang
- Series Monspessulana
  - Acer granatense Boissier
  - Acer hyrcanum Fisch. & Meyer
  - Acer iranicum Mohtashamian & Rastegar
  - Acer mazandaranicum H.Zare & Assad
  - Acer monspessulanum L.
  - Acer obtusifolium Sibthorp & Smith
  - Acer opalus Miller
  - Acer sempervirens L.
  - Acer undulatum Pojark
- Series Saccharodendron
  - Acer binzayedii Vargas-Rodriguez
  - Acer floridanum (Chapm.) Pax [4]
  - Acer grandidentatum Torr. & Gray[5]
  - Acer leucoderme Small [6]
  - Acer nigrum Michx.f.[7]
  - Acer saccharum Marshall
  - Acer skutchii Rehder[8]

### Đoạn†Alaskana
- †Acer alaskense Wolfe & Tanai  (Late Paleocene, Matanuska River Valley, Alaska)[2]

### ĐoạnArguta
- Acer acuminatum Wall. ex D.Don
- Acer argutum Maxim.
- Acer barbinerve Maxim.
- †Acer ivanofense Wolfe & Tanai (Eocene muộn đến Oligocene sớm, hệ núi lửa Meshik, Alaska)[2]
- Acer stachyophyllum Hiern

### Đoạn †Douglasa
- †Acer douglasense Wolfe & Tanai (Eocen sớm, Cape Douglas, Alaska)[2]

### ĐoạnGinnala

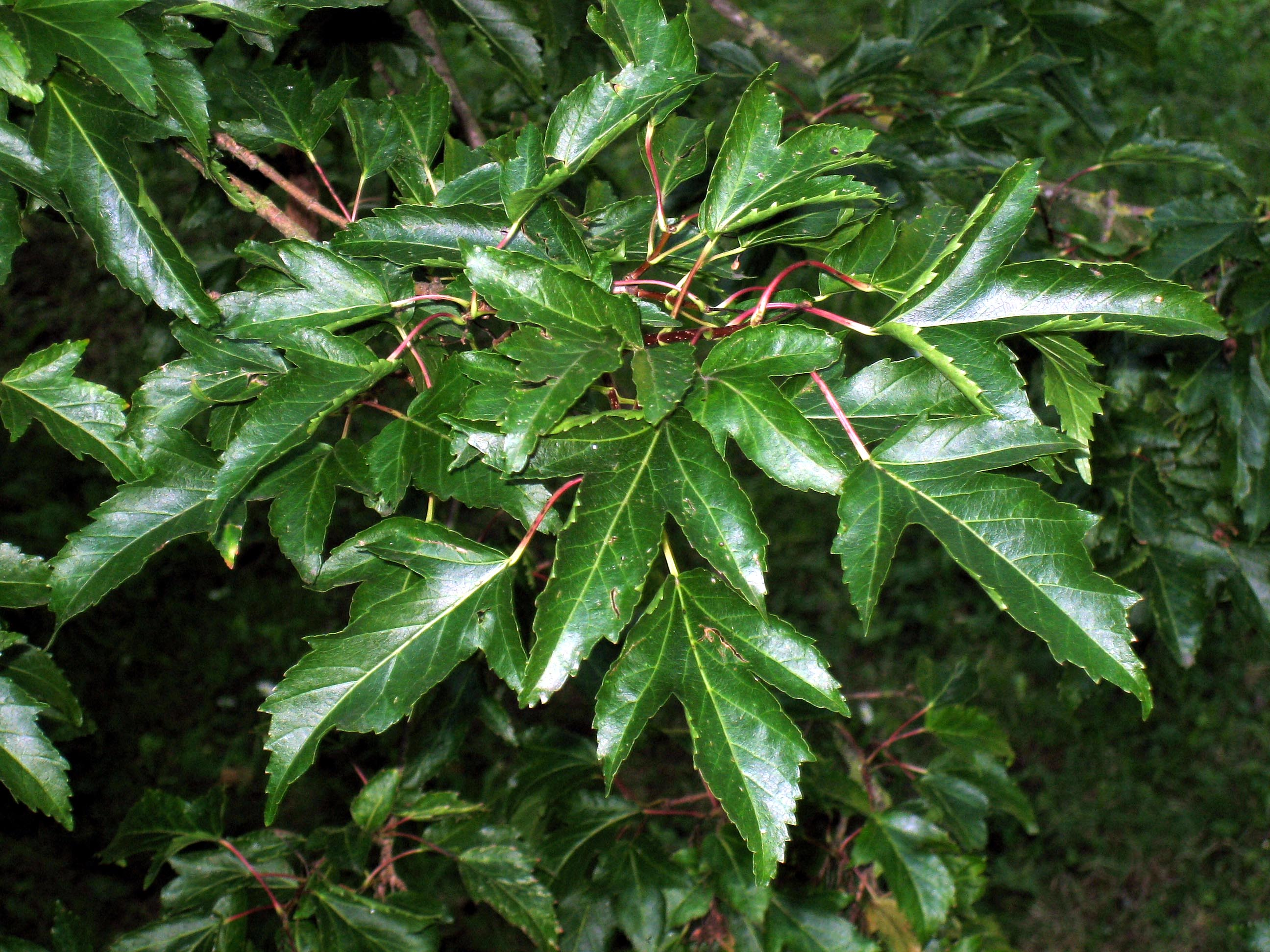
Acer ginnala

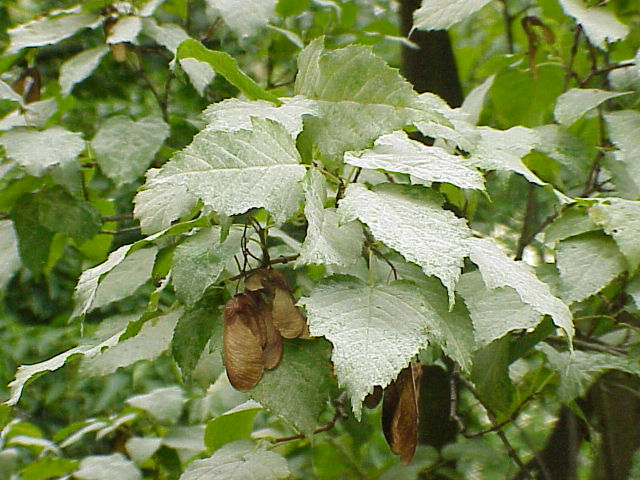
Acer tataricum

- †Acer ashwilli Wolfe & Tanai (Oligocene sớm, Trung Oregon)[2]
- Acer ginnala Maxim.
- Acer tataricum L.

### ĐoạnGlabra
- Loạt Glabra
  - Acer glabrum Torr.
- Loạt incertae sedis
  - †Acer traini Wolfe & Tanai (Miocene sớm đến giữa, tây Bắc America)[2]

### ĐoạnIndivisa
- Loạt Indivisa
  - Acer carpinifolium Siebold & Zucc.

### ĐoạnLithocarpa
- Loạt Lithocarpa
  - Acer diabolicum Blume ex Koch
  - Acer kungshanense W. P. Fang & C. Y. Chang
  - Acer leipoense Fang & Soong
  - Acer lungshengense W. P. Fang & L. C. Hu
  - Acer sinopurpurascens Cheng
  - Acer sterculiaceum Wall.
  - Acer thomsonii Miquel
  - Acer tsinglingense W. P. Fang & C. C. Hsieh

### ĐoạnMacrantha
- Acer capillipes Maxim.

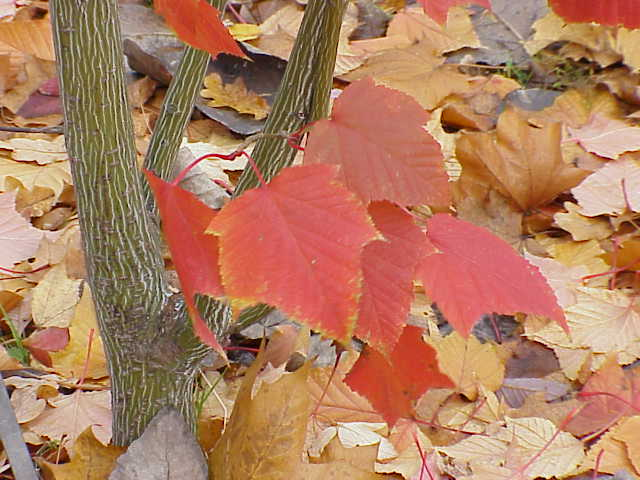
Acer capillipes

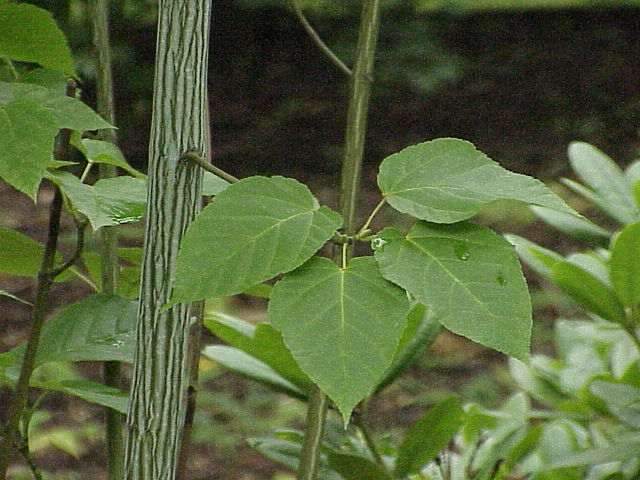
Acer davidii subsp. grosseri

- †Acer castorrivularis Wolfe & Tanai (Late Eocene, Beaver Creek Flora)[2]
- Acer caudatifolium Hayata
- Acer chienii Hu & Cheng
- †Acer clarnoense Wolfe & Tanai (Late Eocene, John Day Formation)[2]
- Acer crataegifolium Siebold & Zucc.
- Acer davidii Franch.
- †Acer dettermani Wolfe & Tanai (Late Eocene - Early Oligocene, Meshik Volcanics)[2]
- Acer forrestii Diels
- Acer hookeri Miq.
- Acer insulare Makino
- Acer kawakamii Koidz.
- Acer komarovii Pojark in Komarov
- †Acer latahense Wolfe & Tanai (Early - Late Miocene, Latah, Mascall, and Succor Creek Formations)[2]
- Acer laxiflorum Pax in Engler
- Acer maximowiczii Pax[9]
- Acer metcalfii Rehder
- Acer micranthum Siebold & Zucc.
- Acer morifolium Koidz.
- †Acer palaeorufinerve Tanai & Onoe (Miocene to Pliocene, East Asia & Alaska)[2]
- Acer pectinatum Wall. ex Nicholson
- Acer pensylvanicum L.
- Acer rubescens Hayata
- Acer rufinerve Siebold & Zucc.
- Acer sikkimense Miq.
- Acer tegmentosum Maxim.
- Acer tschonoskii Murray

### ĐoạnMacrophylla
- Acer macrophyllum Pursh

### ĐoạnNegundo
- Loạt Negundo
  - †Acer eonegundo Wolfe & Tanai (Eocene giữa đến muộn, Nevada)[2]
  - Acer negundo L.
- Loạt Cissifolia
  - Acer cissifolium (Siebold & Zucc.) Koch
  - Acer henryi Pax [10]
  - †Acer lincolnense Wolfe & Tanai (late Eocene, Beaver Creek Flora, Montana)[2]

### ĐoạnPalmata
- Loạt Palmata
  - Acer amoenum (Carriere) Hara
  - Acer anhweiense Fang & Fang f.
  - Acer calcaratum Gagnep.

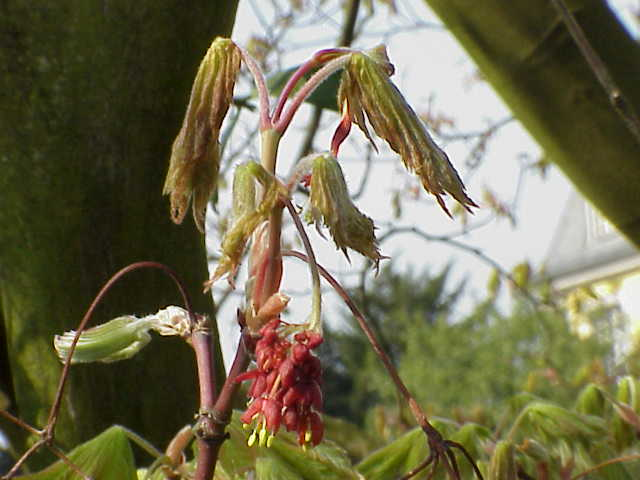
Acer japonicum

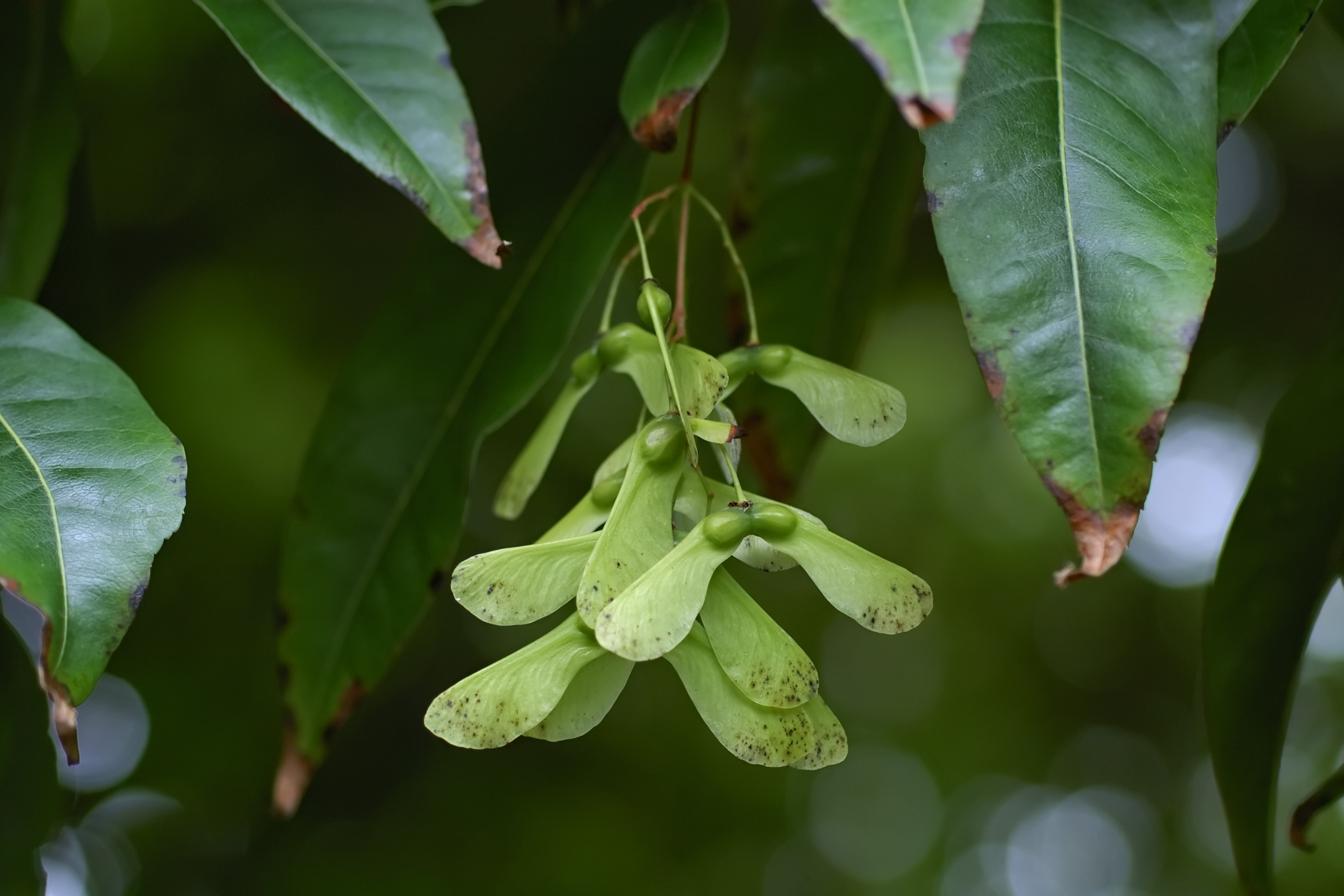
Hạt của Acer laevigatum

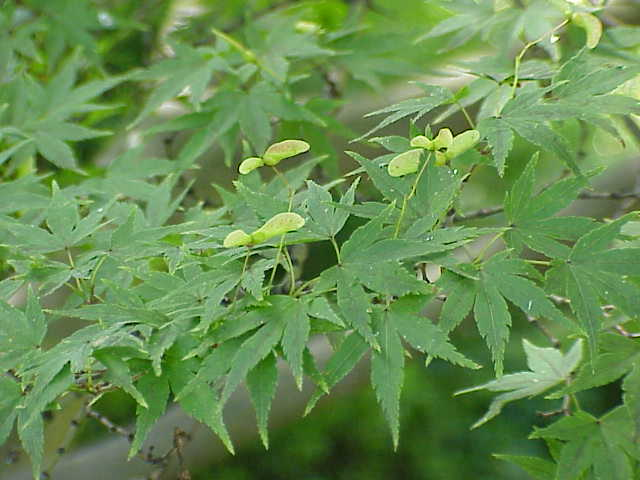
Acer palmatum

  - Acer campbellii Hook.f. & Thomson ex Hiern
  - Acer chingii Hu
  - Acer circinatum Pursh
  - Acer confertifolium Merril & Metcalf
  - Acer duplicatoserratum Hayata
  - Acer elegantulum Fang & Chiu
  - Acer erianthum Schwer.
  - Acer fenzelianum Hand.-Mazz.
  - Acer flabellatum Rehder[11]
  - Acer heptaphlebium Gagnepain
  - Acer japonicum Thunb.
  - Acer kuomeii Fang & Fang f.
  - Acer kweilinense Fang & Fang f.
  - Acer miaoshanicum Fang
  - Acer oliverianum Pax
  - Acer osmastonii Gamble
  - Acer palmatum Thunb.
  - Acer pauciflorum Fang
  - Acer pseudosieboldianum (Pax) Komarov
  - Acer pseudowilsonii Y.S.Chen
  - Acer pubinerve Rehder
  - Acer pubipalmatum Fang
  - Acer robustum Pax
  - Acer serrulatum Hayata
  - Acer shirasawanum Koidz.
  - Acer sieboldianum Miq.
  - Acer sinense Pax
  - Acer takesimense Nakai
  - Acer tenuifolium (Koidzumi) Koidzumi
  - Acer tonkinense Lecompte
  - Acer tutcheri Duthie
  - Acer wangchii Fang
  - Acer wilsonii Rehder – Wilson's maple[12]
- Loạt Penninervia
  - Acer cordatum Pax
  - Acer crassum Chu & Cheng
  - Acer erythranthum Gagnep.
  - Acer fabri Hance
  - Acer hilaense Hu & Cheng
  - Acer kwangnanense Hu & Cheng
  - Acer laevigatum Hu & Cheng #
  - Acer oligocarpum 
  - Acer pubipetiolatum Hu & W.C.Cheng
  - Acer sino-oblongum Metcalf
  - Acer wangchii Fang

### ĐoạnParviflora
- Loạt Distyla
  - Acer distylum Siebold & Zucc.
- Loạt Parviflora
  - Acer nipponicum Hara
- Loạt incertae sedis
  - †Acer browni Wolfe & Tanai (Miocene sớm-giữa; Washington, Oregon, British Columbia)[2]
  - †Acer smileyi Wolfe & Tanai (Oligocen muộn-Miocen giữa; Alaska, Idaho, Oregon, Nevada)[2]

### ĐoạnPentaphylla
- Loạt Pentaphylla
  - Acer pentaphyllum Diels
- Loạt Trifida (syn Section integrifolia)
  - Acer albopurpurascens Hayata
  - Acer buergerianum Miq.
  - Acer chiangdaoense Santisuk
  - Acer coriaceifolium Lév. - # leatherleaf maple
  - Acer gracilifolium Fang & Fu
  - Acer lucidum Metcalf
  - Acer oblongum Wall. ex DC. - #
  - Acer paihengii Fang
  - Acer paxii Franch. - #
  - Acer poliophyllum Fang & Wu
  - Acer shihweii Chun & Fang
  - Acer sycopseoides Chun
  - Acer wangchii Fang
  - Acer yinkunii Fang
  - Acer yui Fang

### ĐoạnPlatanoidea
- Loạt Platanoidea
  - Acer acutum Fang
  - Acer amplum Rehder
  - Acer campestre L.
  - Acer cappadocicum Gled.
  - Acer chunii Fang
  - Acer divergens Koch ex Pax
  - Acer fulvescens Rehder in Sargent
  - Acer lobelii Ten.
  - Acer longipes Franch. ex Rehder
  - Acer miaotaiense P.C.Tsoong[13]
  - Acer miyabei Maxim.
  - Acer okamotoanum Nakai
  - Acer pictum Thunberg
  - Acer platanoides L.
  - Acer shenkanense Fang ex Fu
  - Acer tenellum Pax
  - Acer tibetense Fang
  - Acer truncatum Bunge
  - Acer turkestanicum Pax in Engler

### ĐoạnPubescentia
- Loạt Pubescentia
  - Acer pentapomicum Stewart ex Brandis
  - Acer pilosum Maximowicz

### Đoạn †Republica
- †Acer republicense Wolfe & Tanai (Eocen sớm, Washington state)[2]

### Đoạn †Rousea
- †Acer rousei Wolfe & Tanai (Eocen sớm, British Columbia)[2]

### ĐoạnRubra
- †Acer chaneyi Knowlton (Oligocene đến Miocene, tây Hoa Kỳ)[2]
- †Acer ferrignoi Wolfe & Tanai (Miocene muộn, Oregon)[2]
- †Acer kenaicum Wolfe & Tanai (Oligocene, nhóm Kenai, Alaska)[2]
- Acer laurinum Hassk. - #
- Acer pycnanthum K.Koch
- Acer rubrum L.
- Acer saccharinum L.
- †Acer taggarti Wolfe & Tanai (Miocene giữa, Mascall Formation, Oregon)[2]
- †Acer taurocursum Wolfe & Tanai (Eocene muộn, Bull Run, Nevada)[2]
- †Acer whitebirdense (Ashlee) Wolfe & Tanai (Miocene giữa, tây bắc Hoa Kỳ)[2]

### ĐoạnSpicata
- Acer caudatum Wall.
- Acer spicatum Lamarck
- Acer ukurunduense Trautvetter & Meyer

### Đoạn †Stewarta
- †Acer hillsi Wolfe & Tanai (Eocen sớm, Washington)[2]
- †Acer stewarti Wolfe & Tanai (Eocen sớm, British Columbia)[2]

### Đoạn †Spitza
- †Acer spitzi Wolfe & Tanai (Eocen sớm, Washington)[2]

### Đoạn †Torada
- †Acer stonebergae Wolfe & Tanai (Eocen sớm, Washington & British Columbia)[2]
- †Acer toradense Wolfe & Tanai (Eocen sớm, Washington & British Columbia)[2]
- †Acer washingtonense Wolfe & Tanai (Eocen sớm, Washington)[2]

### ĐoạnTrifoliata

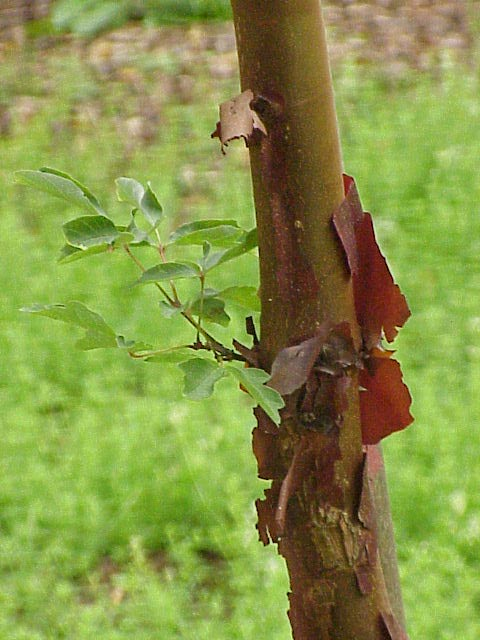
Acer griseum

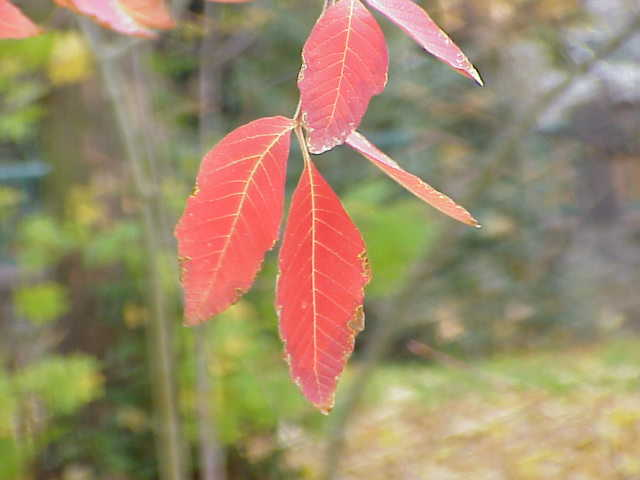
Lá của Acer maximowiczianum

- Loạt Emeiensia
  - Acer sutchuenense Franch.
- Loạt Grisea
  - Acer griseum (Franch.) Pax
  - Acer maximowiczianum Miq.
  - Acer triflorum Komarov
- Loạt Mandshurica
  - Acer mandshuricum Maxim.

### ĐoạnWardiana
- Acer wardii W.W.Smith

## Loài lai

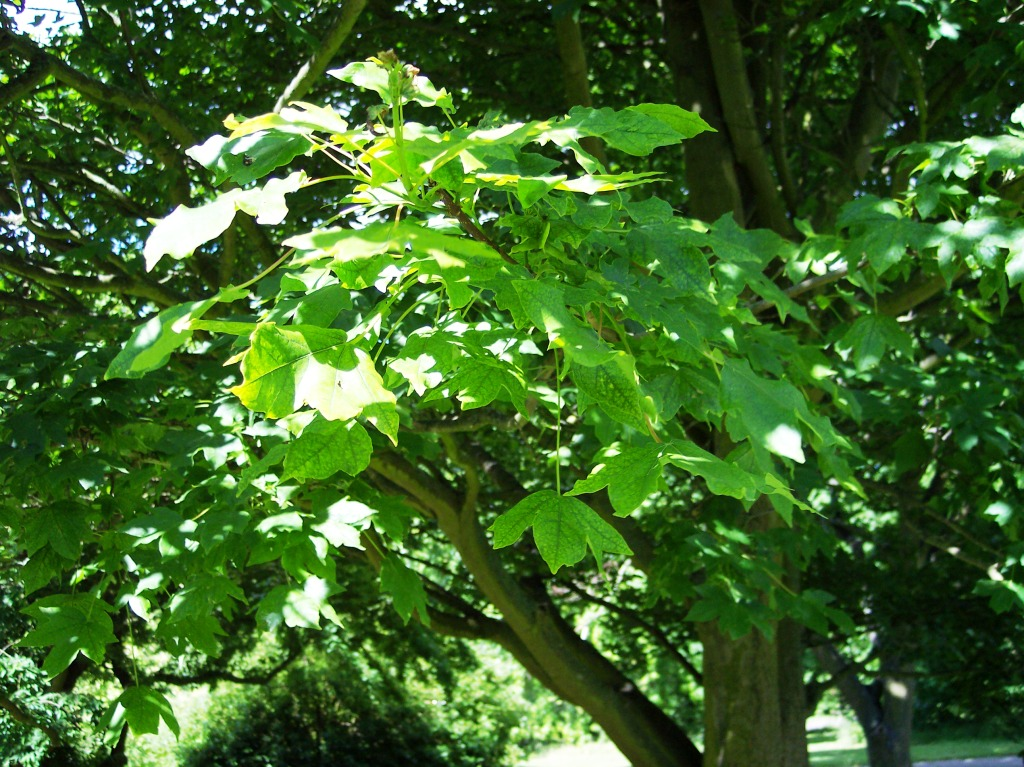
Acer × zoeschense

- Acer × bormuelleri Borbas (A. monspessulanum × A. campestre or A. opalus)
- Acer × boscii Spach (A. monspessulanum × A. tataricum or A. pensylvanicum × A. tataricum, possibly A. tataricum  × A. campestre)
- Acer × conspicuum van Gelderen & Otterdoom (A. davidii × A. pensylvanicum)
- Acer × coriaceum Bosc ex Tausch (A. monspessulanum × A. opalus ssp. obtusatum)
- Acer × dieckii van Gelderen & Otterdoom See A. platanoides[14]
- Acer × freemanii Murray (A. rubrum × A. saccharinum)
- Acer × hillieri Lancaster (A. miyabei × A. cappadocicum 'Aureum')
- Acer × martinii Jordan (A. monspessulanum × A. opalus)
- Acer × pseudo-heldreichii Fukarek & Celjo (A. pseudoplatanus × A. heldreichii)
- Acer × ramosum Jordan (A. monspessulanum × A. opalus)
- Acer × schwerinii Pax (uncertain, maybe A. crataegifolium × A. rufinerve)
- Acer × zoeschense Pax (A. campestre × either A. cappadocicum or A. lobelii)[15]